# Стокки, Оттавио
Оттавио Стокки (итал. Ottavio Stocchi; 18 сентября 1906, Лангирано — 4 марта 1964, Модена) — итальянский шахматный композитор; международный арбитр по шахматной композиции (1956). С 1929 года опубликовал свыше 900 композиций разных жанров, преимущественно двухходовых задач. На конкурсах удостоен свыше 500 отличий, в том числе 108 первых и 78 вторых призов. Автор темы названной его именем.

## Задачи
|   | a | b | c | d | e | f | g | h |   |
| - | --- | --- | --- | --- | --- | --- | --- | --- | - |
| 8 | g8 белый король · b4 белая ладья · b3 белый конь · c2 чёрный король · d2 чёрная пешка · a1 белый ферзь · b1 чёрный слон · c1 белый конь · f1 белый слон | g8 белый король · b4 белая ладья · b3 белый конь · c2 чёрный король · d2 чёрная пешка · a1 белый ферзь · b1 чёрный слон · c1 белый конь · f1 белый слон | g8 белый король · b4 белая ладья · b3 белый конь · c2 чёрный король · d2 чёрная пешка · a1 белый ферзь · b1 чёрный слон · c1 белый конь · f1 белый слон | g8 белый король · b4 белая ладья · b3 белый конь · c2 чёрный король · d2 чёрная пешка · a1 белый ферзь · b1 чёрный слон · c1 белый конь · f1 белый слон | g8 белый король · b4 белая ладья · b3 белый конь · c2 чёрный король · d2 чёрная пешка · a1 белый ферзь · b1 чёрный слон · c1 белый конь · f1 белый слон | g8 белый король · b4 белая ладья · b3 белый конь · c2 чёрный король · d2 чёрная пешка · a1 белый ферзь · b1 чёрный слон · c1 белый конь · f1 белый слон | g8 белый король · b4 белая ладья · b3 белый конь · c2 чёрный король · d2 чёрная пешка · a1 белый ферзь · b1 чёрный слон · c1 белый конь · f1 белый слон | g8 белый король · b4 белая ладья · b3 белый конь · c2 чёрный король · d2 чёрная пешка · a1 белый ферзь · b1 чёрный слон · c1 белый конь · f1 белый слон | 8 |
| 7 | g8 белый король · b4 белая ладья · b3 белый конь · c2 чёрный король · d2 чёрная пешка · a1 белый ферзь · b1 чёрный слон · c1 белый конь · f1 белый слон | g8 белый король · b4 белая ладья · b3 белый конь · c2 чёрный король · d2 чёрная пешка · a1 белый ферзь · b1 чёрный слон · c1 белый конь · f1 белый слон | g8 белый король · b4 белая ладья · b3 белый конь · c2 чёрный король · d2 чёрная пешка · a1 белый ферзь · b1 чёрный слон · c1 белый конь · f1 белый слон | g8 белый король · b4 белая ладья · b3 белый конь · c2 чёрный король · d2 чёрная пешка · a1 белый ферзь · b1 чёрный слон · c1 белый конь · f1 белый слон | g8 белый король · b4 белая ладья · b3 белый конь · c2 чёрный король · d2 чёрная пешка · a1 белый ферзь · b1 чёрный слон · c1 белый конь · f1 белый слон | g8 белый король · b4 белая ладья · b3 белый конь · c2 чёрный король · d2 чёрная пешка · a1 белый ферзь · b1 чёрный слон · c1 белый конь · f1 белый слон | g8 белый король · b4 белая ладья · b3 белый конь · c2 чёрный король · d2 чёрная пешка · a1 белый ферзь · b1 чёрный слон · c1 белый конь · f1 белый слон | g8 белый король · b4 белая ладья · b3 белый конь · c2 чёрный король · d2 чёрная пешка · a1 белый ферзь · b1 чёрный слон · c1 белый конь · f1 белый слон | 7 |
| 6 | g8 белый король · b4 белая ладья · b3 белый конь · c2 чёрный король · d2 чёрная пешка · a1 белый ферзь · b1 чёрный слон · c1 белый конь · f1 белый слон | g8 белый король · b4 белая ладья · b3 белый конь · c2 чёрный король · d2 чёрная пешка · a1 белый ферзь · b1 чёрный слон · c1 белый конь · f1 белый слон | g8 белый король · b4 белая ладья · b3 белый конь · c2 чёрный король · d2 чёрная пешка · a1 белый ферзь · b1 чёрный слон · c1 белый конь · f1 белый слон | g8 белый король · b4 белая ладья · b3 белый конь · c2 чёрный король · d2 чёрная пешка · a1 белый ферзь · b1 чёрный слон · c1 белый конь · f1 белый слон | g8 белый король · b4 белая ладья · b3 белый конь · c2 чёрный король · d2 чёрная пешка · a1 белый ферзь · b1 чёрный слон · c1 белый конь · f1 белый слон | g8 белый король · b4 белая ладья · b3 белый конь · c2 чёрный король · d2 чёрная пешка · a1 белый ферзь · b1 чёрный слон · c1 белый конь · f1 белый слон | g8 белый король · b4 белая ладья · b3 белый конь · c2 чёрный король · d2 чёрная пешка · a1 белый ферзь · b1 чёрный слон · c1 белый конь · f1 белый слон | g8 белый король · b4 белая ладья · b3 белый конь · c2 чёрный король · d2 чёрная пешка · a1 белый ферзь · b1 чёрный слон · c1 белый конь · f1 белый слон | 6 |
| 5 | g8 белый король · b4 белая ладья · b3 белый конь · c2 чёрный король · d2 чёрная пешка · a1 белый ферзь · b1 чёрный слон · c1 белый конь · f1 белый слон | g8 белый король · b4 белая ладья · b3 белый конь · c2 чёрный король · d2 чёрная пешка · a1 белый ферзь · b1 чёрный слон · c1 белый конь · f1 белый слон | g8 белый король · b4 белая ладья · b3 белый конь · c2 чёрный король · d2 чёрная пешка · a1 белый ферзь · b1 чёрный слон · c1 белый конь · f1 белый слон | g8 белый король · b4 белая ладья · b3 белый конь · c2 чёрный король · d2 чёрная пешка · a1 белый ферзь · b1 чёрный слон · c1 белый конь · f1 белый слон | g8 белый король · b4 белая ладья · b3 белый конь · c2 чёрный король · d2 чёрная пешка · a1 белый ферзь · b1 чёрный слон · c1 белый конь · f1 белый слон | g8 белый король · b4 белая ладья · b3 белый конь · c2 чёрный король · d2 чёрная пешка · a1 белый ферзь · b1 чёрный слон · c1 белый конь · f1 белый слон | g8 белый король · b4 белая ладья · b3 белый конь · c2 чёрный король · d2 чёрная пешка · a1 белый ферзь · b1 чёрный слон · c1 белый конь · f1 белый слон | g8 белый король · b4 белая ладья · b3 белый конь · c2 чёрный король · d2 чёрная пешка · a1 белый ферзь · b1 чёрный слон · c1 белый конь · f1 белый слон | 5 |
| 4 | g8 белый король · b4 белая ладья · b3 белый конь · c2 чёрный король · d2 чёрная пешка · a1 белый ферзь · b1 чёрный слон · c1 белый конь · f1 белый слон | g8 белый король · b4 белая ладья · b3 белый конь · c2 чёрный король · d2 чёрная пешка · a1 белый ферзь · b1 чёрный слон · c1 белый конь · f1 белый слон | g8 белый король · b4 белая ладья · b3 белый конь · c2 чёрный король · d2 чёрная пешка · a1 белый ферзь · b1 чёрный слон · c1 белый конь · f1 белый слон | g8 белый король · b4 белая ладья · b3 белый конь · c2 чёрный король · d2 чёрная пешка · a1 белый ферзь · b1 чёрный слон · c1 белый конь · f1 белый слон | g8 белый король · b4 белая ладья · b3 белый конь · c2 чёрный король · d2 чёрная пешка · a1 белый ферзь · b1 чёрный слон · c1 белый конь · f1 белый слон | g8 белый король · b4 белая ладья · b3 белый конь · c2 чёрный король · d2 чёрная пешка · a1 белый ферзь · b1 чёрный слон · c1 белый конь · f1 белый слон | g8 белый король · b4 белая ладья · b3 белый конь · c2 чёрный король · d2 чёрная пешка · a1 белый ферзь · b1 чёрный слон · c1 белый конь · f1 белый слон | g8 белый король · b4 белая ладья · b3 белый конь · c2 чёрный король · d2 чёрная пешка · a1 белый ферзь · b1 чёрный слон · c1 белый конь · f1 белый слон | 4 |
| 3 | g8 белый король · b4 белая ладья · b3 белый конь · c2 чёрный король · d2 чёрная пешка · a1 белый ферзь · b1 чёрный слон · c1 белый конь · f1 белый слон | g8 белый король · b4 белая ладья · b3 белый конь · c2 чёрный король · d2 чёрная пешка · a1 белый ферзь · b1 чёрный слон · c1 белый конь · f1 белый слон | g8 белый король · b4 белая ладья · b3 белый конь · c2 чёрный король · d2 чёрная пешка · a1 белый ферзь · b1 чёрный слон · c1 белый конь · f1 белый слон | g8 белый король · b4 белая ладья · b3 белый конь · c2 чёрный король · d2 чёрная пешка · a1 белый ферзь · b1 чёрный слон · c1 белый конь · f1 белый слон | g8 белый король · b4 белая ладья · b3 белый конь · c2 чёрный король · d2 чёрная пешка · a1 белый ферзь · b1 чёрный слон · c1 белый конь · f1 белый слон | g8 белый король · b4 белая ладья · b3 белый конь · c2 чёрный король · d2 чёрная пешка · a1 белый ферзь · b1 чёрный слон · c1 белый конь · f1 белый слон | g8 белый король · b4 белая ладья · b3 белый конь · c2 чёрный король · d2 чёрная пешка · a1 белый ферзь · b1 чёрный слон · c1 белый конь · f1 белый слон | g8 белый король · b4 белая ладья · b3 белый конь · c2 чёрный король · d2 чёрная пешка · a1 белый ферзь · b1 чёрный слон · c1 белый конь · f1 белый слон | 3 |
| 2 | g8 белый король · b4 белая ладья · b3 белый конь · c2 чёрный король · d2 чёрная пешка · a1 белый ферзь · b1 чёрный слон · c1 белый конь · f1 белый слон | g8 белый король · b4 белая ладья · b3 белый конь · c2 чёрный король · d2 чёрная пешка · a1 белый ферзь · b1 чёрный слон · c1 белый конь · f1 белый слон | g8 белый король · b4 белая ладья · b3 белый конь · c2 чёрный король · d2 чёрная пешка · a1 белый ферзь · b1 чёрный слон · c1 белый конь · f1 белый слон | g8 белый король · b4 белая ладья · b3 белый конь · c2 чёрный король · d2 чёрная пешка · a1 белый ферзь · b1 чёрный слон · c1 белый конь · f1 белый слон | g8 белый король · b4 белая ладья · b3 белый конь · c2 чёрный король · d2 чёрная пешка · a1 белый ферзь · b1 чёрный слон · c1 белый конь · f1 белый слон | g8 белый король · b4 белая ладья · b3 белый конь · c2 чёрный король · d2 чёрная пешка · a1 белый ферзь · b1 чёрный слон · c1 белый конь · f1 белый слон | g8 белый король · b4 белая ладья · b3 белый конь · c2 чёрный король · d2 чёрная пешка · a1 белый ферзь · b1 чёрный слон · c1 белый конь · f1 белый слон | g8 белый король · b4 белая ладья · b3 белый конь · c2 чёрный король · d2 чёрная пешка · a1 белый ферзь · b1 чёрный слон · c1 белый конь · f1 белый слон | 2 |
| 1 | g8 белый король · b4 белая ладья · b3 белый конь · c2 чёрный король · d2 чёрная пешка · a1 белый ферзь · b1 чёрный слон · c1 белый конь · f1 белый слон | g8 белый король · b4 белая ладья · b3 белый конь · c2 чёрный король · d2 чёрная пешка · a1 белый ферзь · b1 чёрный слон · c1 белый конь · f1 белый слон | g8 белый король · b4 белая ладья · b3 белый конь · c2 чёрный король · d2 чёрная пешка · a1 белый ферзь · b1 чёрный слон · c1 белый конь · f1 белый слон | g8 белый король · b4 белая ладья · b3 белый конь · c2 чёрный король · d2 чёрная пешка · a1 белый ферзь · b1 чёрный слон · c1 белый конь · f1 белый слон | g8 белый король · b4 белая ладья · b3 белый конь · c2 чёрный король · d2 чёрная пешка · a1 белый ферзь · b1 чёрный слон · c1 белый конь · f1 белый слон | g8 белый король · b4 белая ладья · b3 белый конь · c2 чёрный король · d2 чёрная пешка · a1 белый ферзь · b1 чёрный слон · c1 белый конь · f1 белый слон | g8 белый король · b4 белая ладья · b3 белый конь · c2 чёрный король · d2 чёрная пешка · a1 белый ферзь · b1 чёрный слон · c1 белый конь · f1 белый слон | g8 белый король · b4 белая ладья · b3 белый конь · c2 чёрный король · d2 чёрная пешка · a1 белый ферзь · b1 чёрный слон · c1 белый конь · f1 белый слон | 1 |
|   | a | b | c | d | e | f | g | h |   |

Иллюзорная игра: 1. ... d1Ф 2. Лc4# и 1. ... d1К 2.Сd3# 

Ложный след: 1.Кd3? d1Ф 2.Фb2#, 1. ... d1К 2.Кe1#, но 1. ... Сa2! 

Решает 1.Кe2! d1Ф (Крd3) 2.Фc3#, 1. ... d1К (Сa2) 2.Кed4# 

Загоруйко тема осуществлена в экономичной форме.